# EMD type E
Pour les articles homonymes, voir type E.

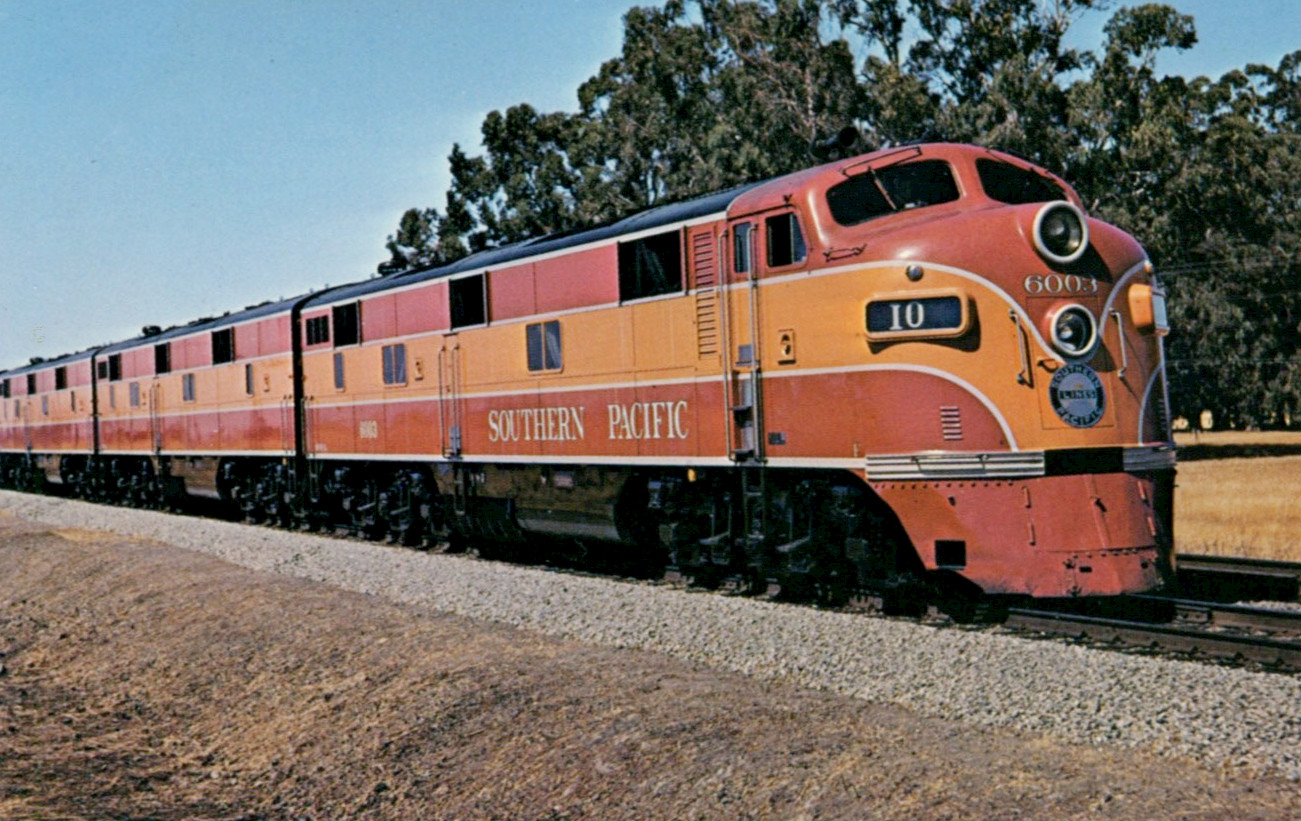
Trois EMD E7 du Southern Pacific (une unité A et deux unités B) assurant le Shasta Daylight en 1949.

Les unités EMD type E (E-unit) sont une ligne de locomotives Diesel puis Diesel-électriques pour train de voyageurs construites par Général Motors Electro-Motive Division (EMD) et de son prédécesseur, l'Electro-Motive Corporation (EMC).
Cette série rassemble les modèles EA/EB, E1, E2, E3, E4, E5, E6, E7, E8 et E9.
L'assemblage final de tous les unités E a été dans l'usine de La Grange, Illinois. La production s'est faite de mai 1937 à décembre 1963.

## Origine du nom de la série
Le nom de E-units se réfère aux numéros de modèle donnés pour chaque type, qui tous débutent par E. Le « E » est la désignation d'origine pour les locomotives des unités de dix-huit-cents chevaux (« Eighteen hundred » - 1 300 kW), par opposition aux unités de douze-cents chevaux (« Twelve hundred »). La lettre E a été gardée par la suite, même pour des modèles de puissance supérieure.

## Prédécesseurs
Les prédécesseurs des unités E sont les BB EMC de 1 800 chevaux construites en 1935. Elles avaient une puissance  et une mécanique similaires aux unités E, mais placé dans un boxcab porté par des bogies de type B de l'AAR, à deux essieux.
EMC a également introduit le modèle TA en 1937, en vendant six au Rock Island. Elle avait le même type de carrosserie, mais elles avaient plus en commun avec les machines de l'Union Pacific M-10001, M-10002 et M-10003 à M-10006, toutes monomotrices d'une puissance de 1 200 ch (900 kW) et équipées d'un arrangement de roues type B-B au lieu de l'arrangement A1A-A1A qui équipe les unités E. Ils ne font donc pas partie de la série E.
Les unités F de EMD ont suivi l'idée d'une machine à un seul moteur avec une disposition type B-B pareille à la série TA, mais avec le moteur V-16 EMD 567 générant 1 350 chevaux, introduit en 1939.

## Conception
Les unités E ont standardisé l'utilisation de deux moteurs électriques pour les locomotives destinées à tracter des trains de passagers, afin de maximiser la puissance et, alors que les moteurs diesel Winton étaient encore utilisés comme moteur de traction, de faire face plus facilement à une éventuelle perte de puissance si un des moteurs venait à être inopérant. Alors que les unités E ont été utilisés en solo pour les courtes trains, les trains plus longs avaient besoin de plusieurs locomotives ; beaucoup de chemins de fer ont utilisé des unités triples.
Comme les locomotives d'EMC bénéficiaient des modèles de conception développés en interne, extensible pour répondre aux différentes exigences en matière de puissance, les unités E ont marqué l'arrivée des machines diesel bénéficiant d'économies d'échelle et permettant ainsi de montrer la viabilité du Diesel comme remplacement de la traction à vapeur pour le service voyageurs.

### Développement
Les modèles EA/EB, E1 et E2 modèles sont propulsés par deux moteurs Winton 201-A V-12 de 900 chevaux, chaque bogie étant alimenté électriquement par un moteur. Ces modèles ont été normalisées quant à leur mécanique et dans leur conception d'ensemble.

Les machines type E2 à cabine de l'Union Pacific se distinguent par un nez oblique, les unités EA et E1 par un nez bulbeux et des hublots ronds, avec un ornement en acier inoxydable sur la cabine et le nez. Le E a cependant été conservé par la suite pour toutes les unités de type carbody bimoteur produites par EMC. Leur conception à double moteur V12 diesel, les bogies A-1-A Blomberg et les 17,40 mètres d'empattement allait devenir la norme pour tous les futurs modèles. EMC/EMD a construit toutes ses composantes majeures depuis 1939.

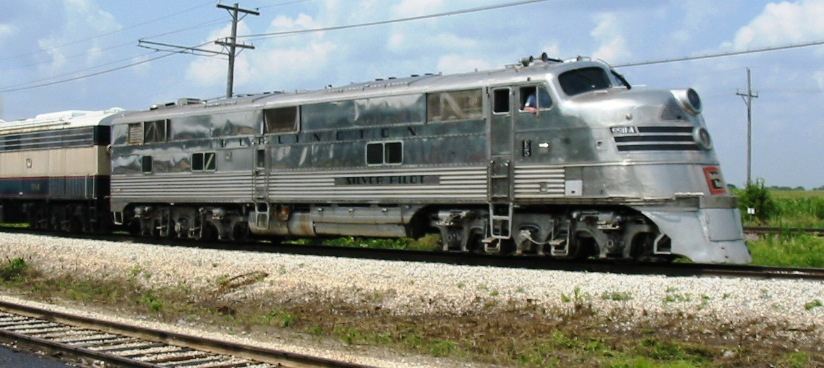
Machine EMD E5 du CB&Q n°9911A, opérée par l'Illinois Railway Museum, 18 juillet 2004. La caisse en acier inoxydable est caractéristiques des E5.

Les E3, E4, E5 et E6 sont équipées du nouveau moteur GM-EMC 567 spécialement conçu pour les locomotives, toujours avec la conception un moteur par bogie. Deux moteurs par machine font alors monter la puissance totale à 2 000 chevaux (1,5 MW). Extérieurement, ces séries ont un nez marqué et incliné (« slant nose ») et des fenêtres carrées sur les côtés (à l'exception de l'Union Pacific qui a commandé des fenêtres de type hublot). La production est arrêtée en 1942. La désignation E5 a été utilisé pour les machines du Chicago, Burlington & Quincy en acier inoxydable plaqué destinées à rappeler leur thème Zephyr.
Les EA/EB, E1, E2, E4 et E5 rappellent les conventions d'attribution d'un nom de modèle par EMC pour chaque commande du client. EMC commence à changer de convention avec la clientèle de l'E3 et la nouvelle convention de nommage est pleinement intégrée pour les E6.
Le E7 est introduit en 1945 et est devenu la meilleure vente de la série E. Il est équipé de  moteurs 567 A améliorés et possède le « nez bulldog » de la série F.
Les E8 et E9 sont les derniers modèles E. Le E8 a un moteur V-12 567B de 2 250 chevaux (1,68 MW) total, le E9 a un moteur revalorisé V-12 567C (de 2 400 chevaux (de 1,8 MW) total). Ils utilisent le même style de corps, avec une grille sur le haut des côtés de la longueur de la locomotive, et plusieurs fenêtres en hublot sous les grilles.
Les modèles sont décrits tels qu'ils ont été construits, Les locomotives EMC/EMD sont souvent reconstruites à de nouveaux standards,,.

### Moteurs
Malgré quelques différences cosmétiques entre les modèles (caisse, nez...), c'est surtout du point de vue technologique que la série E s'est développée, et principalement par l'augmentation de la puissance des moteurs : le premier modèle EA/EB, affiche une puissance de 1 800 chevaux (1 300 kW), puissance qui monte à 2 000 chevaux avec l'E3 pour atteindre 2 400 chevaux (1 800 kW) avec l'E9, dernier modèles de la série.
Les premiers modèles (EA/EB jusqu'au E2) ont utilisé le moteur Winton 201-A qui avait été développé au début des années 1930 par  General Motors et Winton. Bien que ce moteur a représenté une percée dans le rapport puissance / poids et amenait une flexibilité pour les moteurs Diesel, il a été un compromis entre les exigences de la marine et des chemins de fer et n'était pas bien adapté à une demande de plein gaz comme souvent nécessaire dans un service ferroviaire. Il n'était pas rare que de grosses réparations soient à faire en cours de route sur un seul moteur, tandis que l'autre moteur propulsait le train à vitesse réduite. Le 201-A V12 était utilisé dans les unités E de 900 chevaux (700 kW). L'expérience des 201-A, premier Diesel à deux temps moteur en utilisation opérationnelle, a été inestimable pour le développement de la génération suivant de moteur Diesel, l'EMD 567, un moteur créé exclusivement pour un usage ferroviaire et qui atteint un facteur de un pour cinq quant à l'amélioration de la vie du piston vie.
Les E3 introduisent la série des moteurs 567, qui allait servir sur tous les modèles suivants de la série E, le 567 étant un moteur deux temps à compresseur Roots de type V disposé à 45 degrés, avec une volume de 567 cu (9,29 L) de déplacement par cylindre, soit un total de 6,804 cu (111,50 L) par moteur. Les locomotives de l'E3 à l'E9 utilisent le moteur 567, nommé d'après sa cylindrée en pouces cubiques par cylindre. Le 567 est élaboré par EMD spécifiquement pour les locomotives et présentaient une excellente fiabilité et des performances à haute vitesse pour les trains de voyageurs. Le 567 avait un plus grand déplacement par cylindre que l'201-A et tournaient à un nombre plus élevé de tours par minute ce qui donne une plus grande puissance à la sortie du moteur. Le moteur V12 type 12V-567 utilisé dans les séries E3 à E6 développe 1 000 chevaux (750 kW). La série E7 utilise le moteur 12V-567A évalué à 1 000 chevaux (750 kW). Les E8 utilisent le moteur le plus avancé, le 567B, présentant une amélioration des collecteurs d'échappement et d'autres améliorations pour fournir 1 125 cv chacun. Plus de développement a abouti à une puissance de 1 200 chevaux (900 kW) pour le moteur 567C utilisé dans les E9.

### Bogies
Toutes les unités E utilisent le même type de bogie EMD conçu par l'ingénieur Martin Blomberg. C'est un bogie de type A1A-A1A, avec les essieux extrêmes alimentés par le moteur (un moteur alimente chaque bogie) et l'essieu central uniquement porteur. Comme les bogies à deux essieux type Blomberg B, ces essieux suspendus par l'extérieur des roues pour un meilleur amorti latéral. Aussi, comme le Blomberg B, il n'y avait pas d'amortisseur de roulis entre les essieux. Deux générateurs à courant continu alimentent quatre moteurs de traction, deux sur chaque bogie, suivant l'arrangement d'essieux A1A-A1A. Ce bogie a été utilisé sur toutes les unités E et sur les motrices CB&Q no 9908 et MP 7100. Le succès de la conception est illustré par les rares modifications effectuées au fil des ans.

### Style
Les EA et E1 avait un nez en pente avec des phares en retrait, tandis que la série E2 a une forme plus bombée dite « nez bulldog ». Les modèles E3 à E6 avait un nez en pente mais présentaient le phare principal en saillie, tandis que les modèles E7 à E9 sont équipés d'un nez moins incliné (plus proche de la verticale) d'un style comparable aux unités F. Un brevet de 1937 signé par plusieurs ingénieurs EMC défini ce style.
Les prédécesseurs des unités E sont les BB EMC de 1 800 chevaux construites en 1935. Elles avaient une puissance  et une mécanique similaires aux unités E, mais placé dans un boxcab porté par des bogies de type B de l'AAR, à deux essieux.
Les E5 ont été uniques, réalisées pour le Chicago, Burlington and Quincy railroad, tous en acier inoxydable avec les côtés inférieurs des caisses cannelé pour rappeler le style des trains Zephyr de la compagnie.
EMC a également introduit le modèle TA en 1937, en vendant six au Rock Island. Elle avait le même type de carrosserie, mais elle avait plus en commun avec les machines de l'Union Pacific M-10001, M-10002 et M-10003 à M-10006, toutes monomotrices d'une puissance de 1 200 ch (900 kW) et équipées d'un arrangement de roues type B-B au lieu de l'arrangement A1A-A1A qui équipe les unités E. Ils ne font donc pas partie de la série E.

### Autres améliorations
D'autres améliorations ont été proposées indépendamment de la modification de la conception des moteurs. Le E8, par exemple, a été le premier modèle à avoir des ventilateurs électriques de refroidissement, et à offrir le freinage regénératif en option.

## Modèles

### Unités A et unités B
Les unités E peuvent être achetées avec ou sans cabine de conduite ; les unités avec une cabine sont appelées unité A ou unités de conduite, tandis que les unités sans cabines sont appelées unités B ou « booster ». Les unités B ne contiennent que des commandes simples pour les manœuvres, mais ils ne pouvaient pas être utilisés en pleine ligne. Les différentes unités sont liées ensemble par des câbles qui permettent à l'équipe de l'unité principale à l'avant de contrôler les unités arrière. Les compagnies de chemin de fer ont tendance à acheter soit des ensembles ABA (deux machines à cabines de conduite, chacune orientée dans un sens de marche et encadrant une unité sans cabine) ou ABB (une seule machine avec poste de conduite, accompagnée d'une paire de boosters). Le premier ensemble n'a pas besoin d'être tourné dans une direction ou l'autre, mais les unités B était moins chères que les unités A et donnent une ligne plus fine aux trains.

### Les différents modèles
| Désignation | Années de construction | Total produit             | Arrangement des roues | Moteur d'origine | Puissance                | Image |
| ----------- | ---------------------- | ------------------------- | --------------------- | ---------------- | ------------------------ | ----- |
| EA/EB       | 1937–1938              | 6 unités A, 6 unités B    | A1A-A1A               | Winton 201-A     | 1 800 chevaux (1 300 kW) |       |
| E1          | 1937–1938              | 8 unités A, 3 unités B    | A1A-A1A               | Winton 201-A     | 1 800 chevaux (1 300 kW) |       |
| E2          | 1937                   | 2 unités A, 4 unités B    | A1A-A1A               | Winton 201-A     | 1 800 chevaux (1 300 kW) |       |
| E3          | 1938–1940              | 17 unités A, 2 unités B   | A1A-A1A               | EMD 567          | 2 000 chevaux (1 490 kW) |       |
| E4          | 1938                   | 14 unités A, 5 unités B   | A1A-A1A               | EMD 567          | 2 000 chevaux (1 490 kW) |       |
| E5          | 1940–1941              | 11 unités A, 5 unités B   | A1A-A1A               | EMD 567          | 2 000 chevaux (1 490 kW) |       |
| E6          | 1939–1942              | 91 unités A, 26 unités B  | A1A-A1A               | EMD 567          | 2 000 chevaux (1 490 kW) |       |
| E7          | 1945–1949              | 428 unités A, 82 unités B | A1A-A1A               | EMD 567A         | 2 000 chevaux (1 490 kW) |       |
| E8          | 1949–1954              | 450 unités A, 46 unités B | A1A-A1A               | EMD 567B         | 2 250 chevaux (1 678 kW) |       |
| E9          | 1954–1964              | 100 unités A, 44 unités B | A1A-A1A               | EMD 567C         | 2 400 chevaux (1 790 kW) |       |

Notes
1. ↑  Pour le Baltimore and Ohio Railroad.
2. ↑  Pour l'Atchison, Topeka and Santa Fe Railway.
3. ↑  En deux sets type ABB. Ces deux ensembles appartenaient conjointement à l'Union Pacific Railroad, au Chicago and North Western Railway, et au Southern Pacific pour exploiter les trains City of San Francisco et City of Los Angeles.
4. ↑  Produites pour l'Atchison, Topeka and Santa Fe Railway (1 A, 1 B), l'Atlantic Coast Line Railroad (2 A), le Chicago, Rock Island and Pacific Railroad (2 A), le Florida East Coast Railroad (2 A), le Kansas City Southern Railroad (2 A, + l'ex démonstrateur EMC type A), le Chicago and North Western Railway (4 A), le Missouri Pacific Railroad (2 A), et l'Union Pacific Railroad (1 A, 1 B).
5. ↑  Pour le Seaboard Air Line.
6. ↑  Pour le Chicago, Burlington and Quincy Railroad.

## Bizarreries
- AB6 - Deux unités B construit avec une cabine de conduite à face plane pour le Chicago, Rock Island and Pacific Railroad. Elles sont utilisées pour prendre une partie d'un train en charge vers une destination, tandis que le reste du train poursuit sa route avec les autres locomotives.
- AA - un demi-E6, avec un unique moteur de 1 000 chevaux (750 kW) et un compartiment à bagages là où le second moteur aurait dû se trouver. Une unité construite pour le Missouri Pacific.
- CNW E9BS Crandall cab - des unités B de E9 converties en unités A pour le Chicago and North Western Railway, avec une cabine carrée construite dans les ateliers de la compagnie à Oelwein.

## Unités E préservées
Un certain nombre d'unités E ont été préservées, un bon nombre en ordre de marche. Plusieurs chemins de fer de conserver un ensemble de machines pour des trains de voyageurs spéciaux passagers spéciaux, pour des inspection spéciales, et autres. D'autres survivent dans les musées ou sur des lignes courtes. Le Southeastern Railway Museum à Duluth, Géorgie possède le E8 no 6901 du Southern Railway, machine qui assurait le Southern Crescent.